# Amilcar Type CS

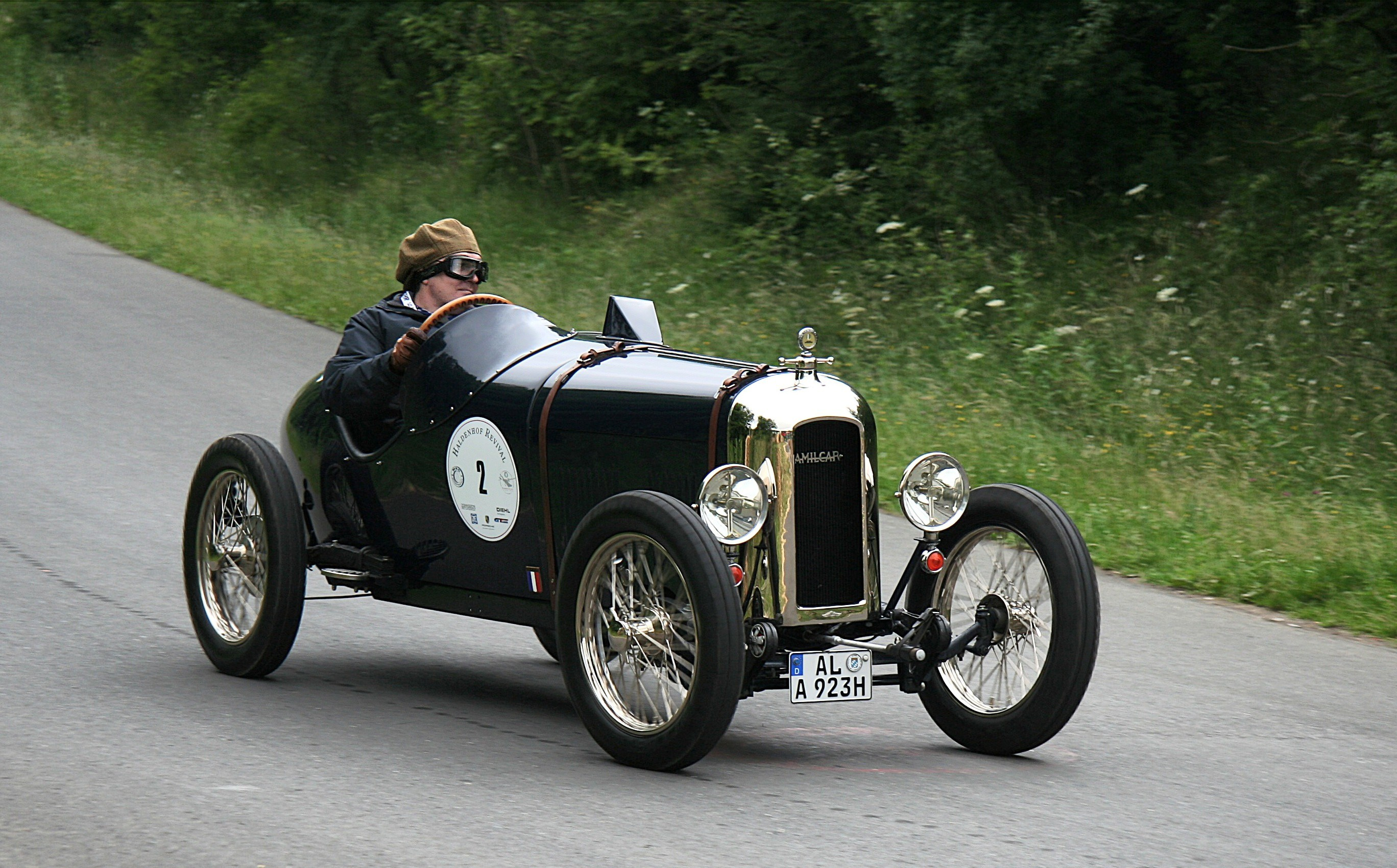
Amilcar Type CS von 1923 auf dem Nürburgring

Der Amilcar Type CS (kurz Amilcar CS) war ein Pkw der französischen Marke Amilcar. Das CS stand für Cyclecar Sport.

## Beschreibung
Das Modell wurde 1923 als Nachfolger des Amilcar Type CV präsentiert. Es war die Sportversion des Amilcar Type CC. Wie beim Vorgänger war es ein Vierzylindermotor mit Thermosiphonkühlung. 58 mm Bohrung und 95 mm Hub ergaben 1004 cm³ Hubraum und eine Einstufung mit 6 Cheval fiscal. Der Motor leistete zwischen 23 und 25 PS. Es war der gleiche Motor wie im Amilcar Type C 4.
Das Fahrgestell entsprach dem Type CC. Der Radstand betrug 231 cm und die Spurweite 110 cm. Die Motorleistung wurde über eine Kardanwelle an die Hinterachse übertragen. Auf ein Differentialgetriebe wurde verzichtet. Das Leergewicht lag bei etwa 400 kg und damit oberhalb des Limits für Cyclecars.
Einzige bekannte Aufbauform war ein offener Roadster mit zwei Sitzen, die oftmals leicht versetzt nebeneinander angeordnet waren.
1925 endete die Produktion. Die Motoren erhielten die Nummern von 5001 bis 9950, was auf maximal 4950 Fahrzeuge schließen lässt. Es ist anzunehmen, dass der Type C 4 mit dem gleichen Motor in diesen Zahlen enthalten ist.

## Auktionsergebnisse
Bonhams versteigerte 2013 ein Fahrzeug, das auf 1926 datiert ist, für 23.000 Pfund Sterling.
Osenat bot im März 2019 ein Fahrzeug von etwa 1923 an, erwartete mindestens 25.000 Euro, versteigerte das Fahrzeug jedoch nicht. Im Juni 2019 erzielte Osenat dann 24.000 Euro.